# Sebastian Englert
Sebastian Englert, al secolo Anton Franz Englert (Dillingen an der Donau, 17 novembre 1888 – New Orleans, 8 gennaio 1969), è stato un presbitero, missionario e linguista tedesco.

## Biografia
Nel 1907 è entrato nel noviziato dell'Ordine dei Frati Minori Cappuccini prendendo il nome di Sebastian in onore del padre; è stato ordinato sacerdote nel 1912.

Durante la prima guerra mondiale, ha servito come cappellano nell'esercito tedesco in Francia e Belgio e dopo la guerra ha lavorato per cinque anni come parroco nel quartiere Schwabing di Monaco di Baviera.
Nel 1922, su sua richiesta, è andato come missionario tra i Mapuche nel Cile meridionale.

In aggiunta ai suoi doveri pastorali di parroco di Villarrica e Pucón, ha condotto un'originale ricerca etnologica e linguistica sulla cultura mapuche e la lingua mapudungun.
Dal 1935 fino alla sua morte, padre Sebastian ha lavorato come sacerdote missionario nell'Isola di Pasqua dedicandosi interamente al popolo di Rapa Nui.

Durante il periodo della sua presenza apostolica sull'isola, era forse l'unico non-Rapa Nui al mondo ad aver imparato la loro lingua. Anche se ha sempre celebrato la Messa in latino, egli tuttavia predicava, confessava e faceva catechesi ai fedeli in lingua rapanui.
È morto a New Orleans nel 1969 durante un giro di conferenze negli Stati Uniti. È stato sepolto nella chiesa di Santa Croce a Hanga Roa.
La sua opera principale è La tierra de Hotu Matu'a del 1948, uno studio sulla storia, l'archeologia, l'antropologia e la lingua dell'Isola di Pasqua, giunta alla nona edizione nel 2004.

Ha anche scritto il Diccionario Rapanui-Español (1938), Tradiciones de la Isla de Pascua (1939) e Las Leyendas de Isla de Pascua (edito postumo nel 1980).